# Ferenand getrü und Ferenand ungetrü
Ferenand getrü und Ferenand ungetrü (Ferdinand getreu und Ferdinand ungetreu) ist ein Märchen (ATU 531). Es steht in den Kinder- und Hausmärchen der Brüder Grimm an Stelle 126 (KHM 126) auf Plattdeutsch. Bis zur 6. Auflage lautete der Titel Ferenand getrü un Ferenand ungetrü.

## Inhalt
Ein Paar bekommt kein Kind, solange es reich ist, erst als es arm ist. Der Vater findet keinen Paten. Da erbietet sich ein Bettler, der es „Ferenand getrü“ tauft und ihm bei der Mutter einen Schlüssel zu einem Schloss auf der Heide hinterlässt. Mit sieben Jahren, als die andern Kinder mit den Geschenken ihrer Paten prahlen, bekommt er ihn. Mit vierzehn ist das Schloss da. Darin ist ein Schimmel. Auf seinem Ritt findet er erst eine Schreibfeder, die er auf Zuruf einer Stimme aufhebt, dann einen Fisch am Ufer, der ihm für seine Rettung eine Flöte gibt, die er blasen kann, wenn er in Not ist. Er geht mit einem Ferenand ungetreu, der Gedanken lesen kann, ins Wirtshaus. Ein Mädchen dort beschafft ihm den Posten als königlicher Vorreiter. Da fordert Ferenand ungetreu, dass sie ihn zu des Königs Diener macht, dem er einredet, Ferenand getreu müsse seine verlorene Liebste holen. Ferenand getreu klagt es seinem Pferd, das ihm rät, sich vom König ein Schiff voll Fleisch und eines voll Brot geben zu lassen, um die Riesen und die Vögel um die Insel der schlafenden Prinzessin zufriedenzustellen und sie mit ihrer Hilfe heimzuholen. Als er ein zweites Mal hin muss, um ihre Schriften zu holen, fällt ihm die Schreibfeder ins Wasser. Die Fische holen sie ihm heraus. Am Hofe hackt ihm die Königstochter den Kopf ab und setzt ihn wieder auf. Als sie es dann am König zeigen soll, tut sie, als könnte sie ihn nicht mehr aufsetzen, denn sie mag ihn nicht, weil er keine Nase hat. Ferenand und die Prinzessin heiraten. Sein getreues Pferd lässt ihn auf einer bestimmten Heide herumjagen und verwandelt sich in einen Königssohn.

## Stil

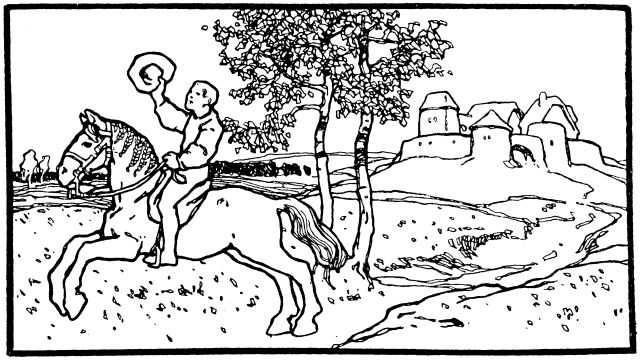
Illustration von Otto Ubbelohde, 1909

Das Märchen ist in paderbörner Dialekt erzählt, nur Ferenand ungetrüs Rede an den König („Sie haben ja den Vorreiter, den schicken Sie hin …“) und die Beschwörung Ferenand getrüs an Riesen und Vögel, offenbar zur Betonung, auf Hochdeutsch:
„still, still, meine lieben Riesechen,“ bzw. „Vögelchen,“
„ich hab' euch wohl bedacht,
ich hab' euch was mitgebracht!“
Gehäufte Doppelungen, Feder und Fisch, treu und untreu, Riesen und Vögel, spiegeln das Thema des doppelgängerischen Gegenspielers. Die Schreibfeder passt als Motiv vage zu den Schriften der Prinzessin. Doch bleibt die Funktion der Feder unklar, der Schluss kommt abrupt. Der so insgesamt chaotische, ungeschliffene Stil scheint einem mündlichen Märchenvortrag geschuldet, im Unterschied zur geduldigen Redaktion und oft dreigliedrigem Aufbau vieler Grimms Märchen.

## Herkunft

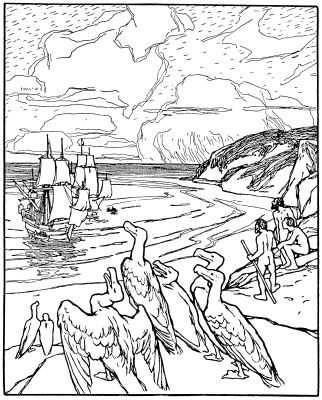
Illustration von Otto Ubbelohde, 1909

Grimms Anmerkung vermerkt „Aus dem Paderbörnischen“ (von Familie von Haxthausen). Sie vergleichen bez. des Treuen und Untreuen Sibich und Ermenrich in Dietrich von Bern, bez. des Schlusses die jüdische Sage aus der Anmerkung zu KHM 62 Die Bienenkönigin, bez. des roten Fadens am Hals des Wiederbelebten Sagen wie Der arme Heinrich (siehe auch KHM 129 Die vier kunstreichen Brüder), bez. der Patensuche des armen Vaters KHM 44 Der Gevatter Tod, bez. der rettenden Flöte Arions Laute. Sie stellen noch etymologische Überlegungen zum Pferd (siehe auch KHM 89 Die Gänsemagd, KHM 136 Der Eisenhans) und zu den Schriften der Königin an. Sie merken an, dass auch in mundartlichen Märchen die Gedichte oft wie hier durch hochdeutsche Sprache hervorgehoben sind, und nennen noch in Basiles Pentameron 3,7 Corvetto, Aulnoys Nr. 2 La Belle aux cheveux d’or, bei Tabart „2, 148“ Fortunio.
Hans-Jörg Uther sieht als Vorläufer Basiles 3,7 Corvetto, Straparolas 3,2 Livoretto (Ergötzliche Nächte), Aulnoys La Belle aux cheveux d’or, aber keine älteren Vorlagen, trotz archaischer Züge wie des roten Fadens und der Trugheilung des Königs. Mündliche Überlieferung mische mitunter Varianten des Märchens mit solchen von KHM 6 Der treue Johannes. Der Pate ähnelt KHM 44, das Pferd dem Fuchs in KHM 57, die Tierhelfer KHM 17, 62, 191, 104a und anderen.

## Varianten
Laut Walter Pape scheint der Sinn in der Rekombination verschiedener Motive zu liegen. Oft zwingt der Doppelgänger den Helden an einem Wasser zum Kleidertausch (AaTh 533: KHM 89), ursprünglich wohl ein Gestalttausch, der Held lockt die Prinzessin mit List auf ein Schiff (AaTh 516: KHM 6), oder sie stellt ihm weitere Aufgaben (AaTh 673: KHM 17). Solche Märchen vom Patensohn des Königs und dem untreuen Begleiter kommen in Frankreich und Osteuropa vor, in Deutschland selten, was die leicht entstellte Version bei Grimm erklärt. Sie sind ein Subtyp zu Märchentyp AaTh 531 Ferenand getreu und Ferenand ungetreu. Er dreht sich um die Aufgaben zum Prinzessinholen und ist sehr variabel bis zu den Philippinen, Afrika und Südamerika belegt. Diese Märchen sind offenbar alt. Sie gehen auf keine schriftliche Quelle zurück und passen (nach Liungmann) am ehesten in homerisch-mykenische Zeit. Medea zerstückelt einen Widder und verjüngt ihn, als Pelias’ Töchter darauf Pelias zerstückeln, weigert sie sich. Den Namen ‚Ferdinand‘, den man wohl mit ‚Pferd‘ in Verbindung bringen könnte, hat auch der Held verschiedener Märchen in Johann Wilhelm Wolfs Deutsche Hausmärchen, etwa Der Vogel Phönix. Vgl. in Ludwig Bechsteins Deutsches Märchenbuch Nr. 21 Die drei Federn, in Ulrich Jahns Volksmärchen aus Pommern und Rügen Nr. 9 Der Schlüssel, in Wilhelm Buschs Ut ôler Welt Nr. 36 Der Herrgott als Pathe.
Walter Scherf findet das Märchen unvollständig erzählt. Ein Mädchen habe es in seinem Dialekt der Familie von Haxthausen erzählt. Das hilfreiche Mädchen, das Ferenand die Stelle besorgt, sei vielleicht die Erzählerin selber, sie hat für die weitere Handlung keine Bedeutung. Scherf sieht erzählerische Übergänge zu Der Eisenhans, Motivverbindungen zum Argonautenzug, Tristan und Isolde, Straparolas 3,2 Livoretto, einem jüdisch-deutsches Volksbuch von 1602, Basiles 4,5 Der Drache, Aulnoys Die Schöne mit den goldenen Haaren, und vergleicht weiter Josef Haltrichs Deutsche Volksmärchen aus dem Sachsenlande in Siebenbürgen (1885), Nr. 10 Das Zauberroß, Nr. 21 Der Knabe und die Schlange, Ulrich Jahns Volksmärchen aus Pommern und Rügen (1891), Nr. 2 Der Jäger und der Sohn des Zwergkönigs, Nr. 9 Der Schlüssel, Pëtr Pavlovič Eršovs Höckerrößlein (Konëk-Gorbunok, 1834), Johann Georg von Hahns Griechische und albanesische Märchen 2 (1864), Nr. 63 Der junge Jäger und die Schöne der Welt, Arthur und Albert Schotts Walachische Märchen (1845), Nr. 17 Juliana Kosseschana, Peter Christen Asbjørnsens und Jørgen Moes Norske Folke-Eventyr 1 (1866), Nr. 37 Die Grimsschecke, Jaromír Jechs Tschechische Volksmärchen (1984), Nr. 33 Vom Janíček, Isidor Levins Märchen aus dem Kaukasus (1978), Nr. 16 Das Meermädchen.

## Interpretation
Hedwig von Beit deutet tiefenpsychologisch Pferd und Doppelgänger als gegensätzliche Aspekte von Ferenands Schatten. Der Prinz, zu dem ersteres wird, ist in Varianten der geheimnisvolle Pate selbst, der als Vaterfigur Gott oder Teufel sein kann, ursprünglich vielleicht Odin. Der Schimmel, das göttliche Tier, steht im Traumschloss auf der Heide, das ist sein seelisches Reich. Mit Feder, Fisch und Wirtshaus beginnt die Verstrickung im Allgemein-Menschlichen. Der Intrigenspinner beeinflusst den König als weltlichen Machthaber, was seine Leidenschaft erst gefährlich macht. Ferenand, durch sein Pferd instinktsicher, billigt Riesen und Vögeln Brot, d. h. Realität zu, das besänftigt die Hemmungen und Verblendungen. Der König dagegen hat keine Nase, d. h. keinen Instinkt für die Welt der Anima. Deshalb lässt sie ihn den Kopf verlieren, womit auch Ferenand ungetrü verschwindet und der gute Schatten zum Menschlichen aufgewertet werden kann.

### Varianten
- Die drei Federn. In: Ludwig Bechstein: Märchenbuch (Nr. 21).
- Der Herrgott als Pathe. In: Wilhelm Busch: Ut oler Welt (Nr. 36).
- Der Wunderfisch. (Aus Bulgarien) In Heinz Görz (Hrsg.)[6]: Sandmännchens Reise durchs Märchenland. S. 224f. oder (andere Ausg.) S. 301–303. Im Bertelsmann Buchclub (mehrere Aufl.) und im Südwest-Verlag, München 1981, ISBN 3517007455.